# Arroyo de la Encomienda
Arroyo de la Encomienda es un municipio y localidad española de la provincia de Valladolid, en la comunidad autónoma de Castilla y León. Se encuentra dividido en ocho barrios, siendo el más notable el de La Flecha, donde se localiza la corporación municipal. Los otros barrios son La Vega, Vega de la Encomienda, Arroyo, Monasterio del Prado, Doña Juana, Las Lomas de Arroyo y Sotoverde.

## Geografía
Integrado en la comarca de Campiña del Pisuerga, se sitúa a 8 kilómetros del centro de Valladolid. El término municipal está atravesado por la autovía de Castilla A-62 entre los pK 129 y 132 y por la carretera de circunvalación de la capital, la VA-30.
El relieve está determinado en el este por el río Pisuerga, que hace de límite con Valladolid, mientras que por el oeste aparecen los primeros páramos de los montes Torozos, desde donde descienden algunos arroyos. La altitud oscila entre los 847 metros al noroeste y los 680 metros a orillas del Pisuerga. El pueblo se alza a 685 metros sobre el nivel del mar.
| Noroeste: Ciguñuela         | Norte: Zaratán             | Noreste: Valladolid |
| Oeste: Ciguñuela y Simancas |                            | Este: Valladolid    |
| Suroeste: Simancas          | Sur: Simancas y Valladolid | Sureste: Valladolid |

## Historia
La primera referencia de Arroyo se remonta a 1206. Durante la Edad Media estaba integrada en la Merindad del Infantazgo de Valladolid (en castellano antiguo citada como: Meryndat del Infantadgo de Ualladolid) una división administrativa de la Corona de Castilla, cuya descripción figura en el libro Becerro de las Behetrías de Castilla, redactado por las Cortes de Valladolid de 1351, cuando el estamento de los hidalgos solicitó al rey Pedro I la desaparición de las behetrías mediante su conversión en tierras solariegas. En el siglo XVIII Arroyo pertenece a la Encomienda de Wamba, en aquellos momentos contaba con 13 vecinos.
En 1836, con motivo de la desamortización de Mendizábal, el término cambia de dueños. El Estado se incautó de los bienes rústicos y urbanos de las órdenes religiosas, hizo 9 lotes con las 202 parcelas incautadas y las vendió al mejor postor en pública subasta. 
A mitad del siglo XIX Arroyo ya es una villa con ayuntamiento y pertenece al partido judicial, a la diócesis, administración de rentas y capitanía general de Valladolid. Ya tenía 32 los vecinos, 17 en la cabecera de la villa, 12 en la Granja de la Flecha, 2 en el único caserío de Aranzana y uno en los dos modestos caseríos de la margen izquierda del río Pisuerga.
A mediados del siglo XIX el lugar tenía contabilizada una población de 71 habitantes. Aparece descrito en el tercer volumen del Diccionario geográfico-estadístico-histórico de España y sus posesiones de Ultramar de Pascual Madoz de la siguiente manera:

ARROYO DE LA ENCOMIENDA: v. con ayunt. de la prov. adm. de rent., part. jud., aud. terr., c. g. y dióc. de Valladolid (5/4) leg.): sit. á 200 pasos de la márg. der. del r. Pisuerga, y á la caida meridional de 1 colina de poca elevacion: su clima es saludable, y su aspecto bastante alegre; se compone esta pobl. de unas 14 casas de construccion tan mala, que mas bien pueden llamarse chozas: confina el térm. por el E. con el de Valladolid; por S. y O. con el de Simancas á ¾ de leg; por NE. con el de Ciguñuela, y por N. con el de Zaratan á ½ leg. En ambas direcciones: pasa por él el r. Pisuerga con bastante profundidad, y no existe vado alguno; su dirección es de E., NE. á O., SO. y al S. del pueblo y muy inmediato, desemboca en este r. el llamado Rodastillo, que viene del O. y nace en término de Ciguñuela, reuniéndosele antes de su desagüe el arroyo Valdezarce á ¼ de leg. al N. se encuentran diferentes cas. siendo el principal el titulado de Arezana; con 2 vec.; al lado opuesto del r. hay otros 2 insignificantes con un solo vec. y á su márg. der. se encuentra la granja de San Pedro de las Flechas, que perteneció al monast. de gerónimos, titulado del Prado, con un buen edificio que servia de habitación del prior y para hospedar á pendientes: en la actualidad hay 12 vec., de los cuales viven 8 en una sola casa; contiguos a esta granja y pertenecientes á la misma, hay un molino de papel, una parada de aceñas con 3 ruedas útiles, y 1 cañal para pescar y á la parte meridional del pueblo una pequeña arboleda de álamo blanco, de propiedad particular; el terreno en la mitad de su extensión es enteramente llano, y la otra mitad, cortado por difentes cord. de collados y colinas poco sensibles, escepto una especie de mesa que se eleva sobre las demas eminencias, hasta el nivel de los próximos páramos de Ciguñuela, es de bastante buena calidad y todo está en cultivo; sus caminos se redacen al de carruages que va de Valladolid á Simancas, Tordesillas, Toro, Zamora y Salamanca, y pasa inmediato á la v., y el de herradura, que cruzando por medio de ella, le frecuentan los arrieros que viajan en dirección de dichos puntos y no quieren entrar en la cap. prod.: trigo, cebada, legumbres y vino; 2,000 fan. Del primero, 1,000 de cebada, 150 de todas legumbres y 3,000 cántaros de vino; hay ganado lanar, vacuno, mular y asnal. pobl.: 27 vec., 71 alm. cap. prod.: 229,880 rs. imp.: 22,988. contr.: 3,795 rs. 4 mrs.
(Madoz, 1846, p. 28)

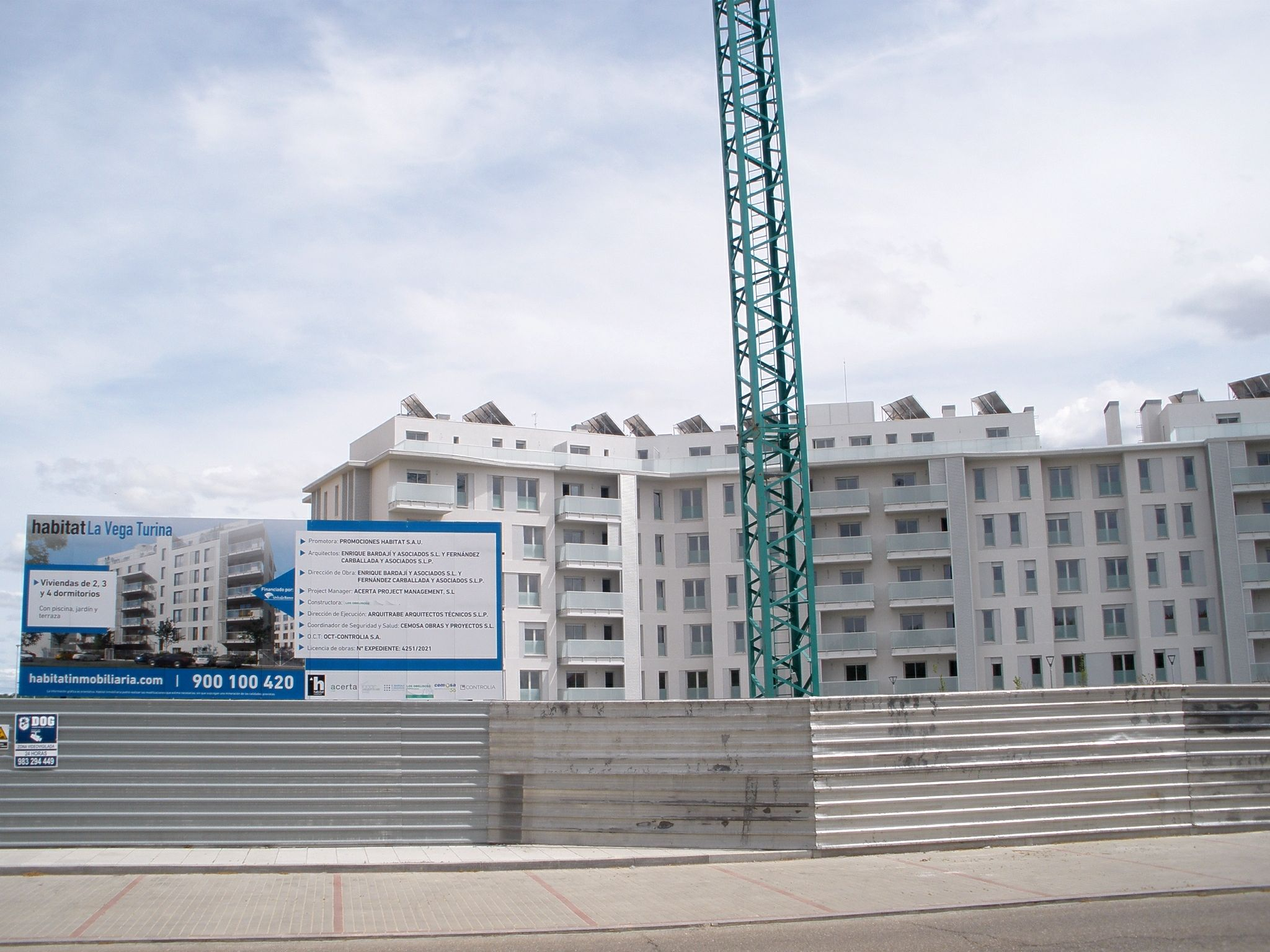
Arroyo de la Encomienda ha experimentado uno de los mayores crecimientos porcentuales de población en España durante el.

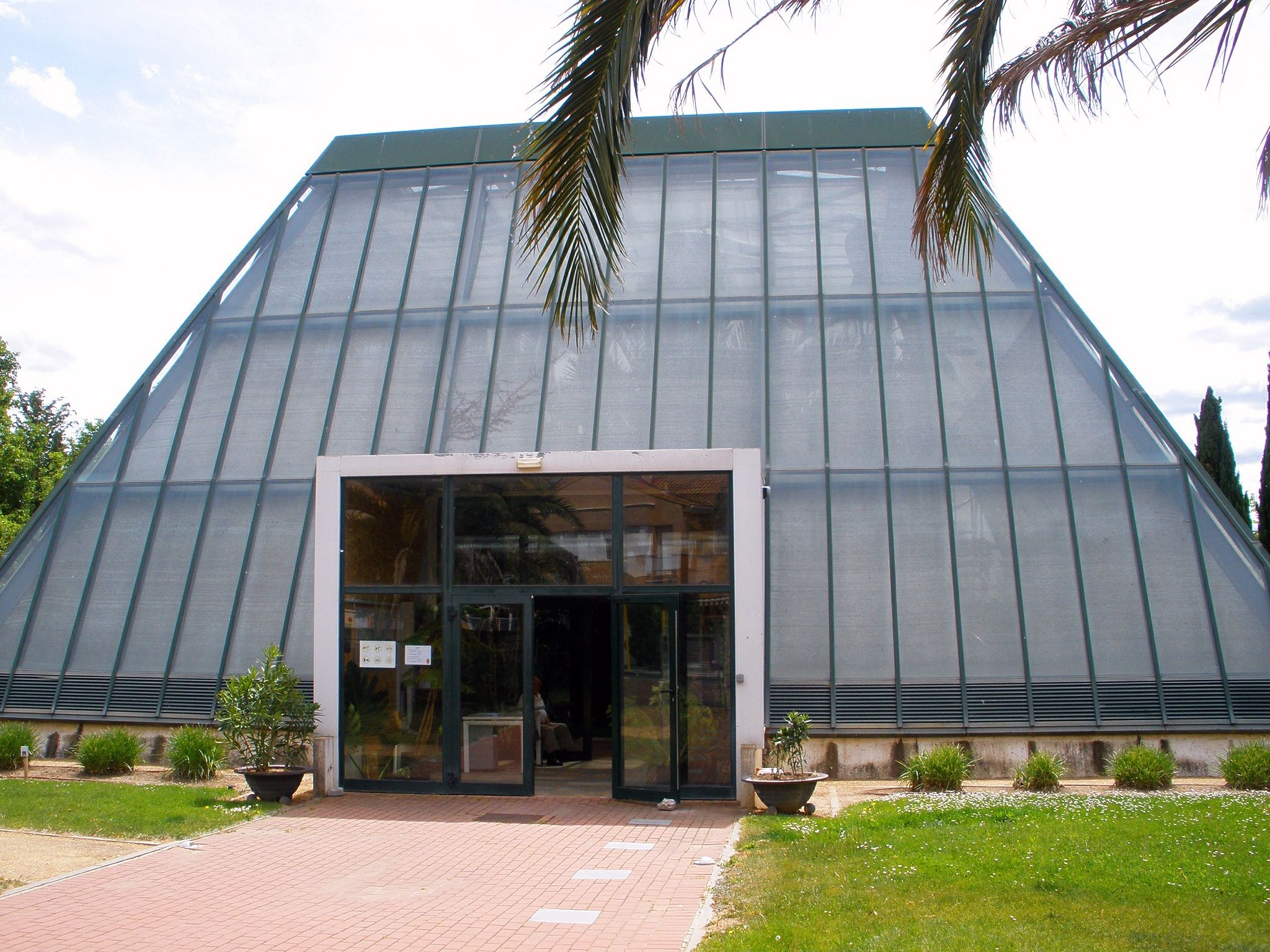
El jardín botánico de Arroyo de la Encomienda fue inaugurado en 2007 en el barrio de Monasterio del Prado.

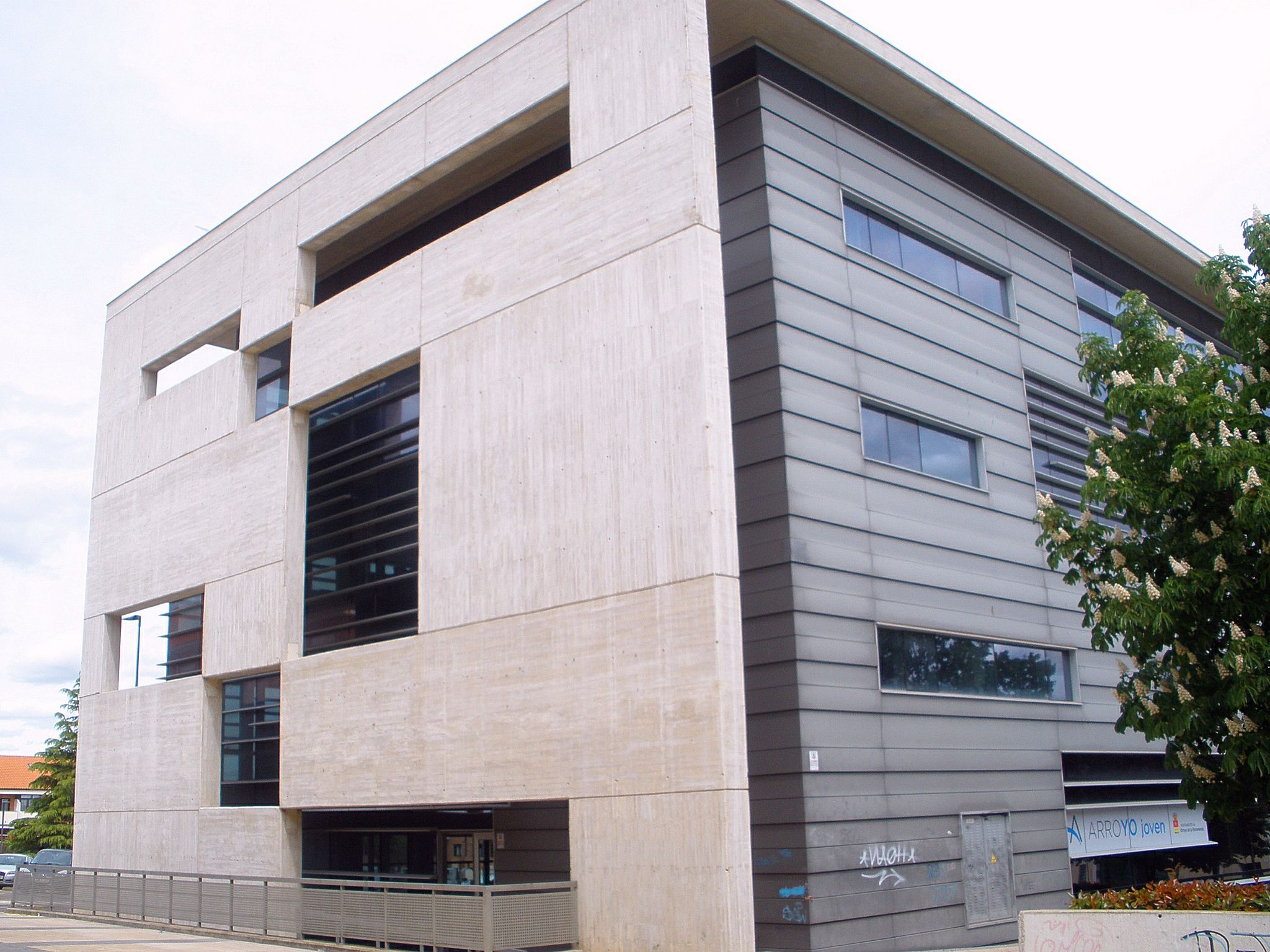
La Casa de Cultura y Juventud, en el barrio de La Flecha

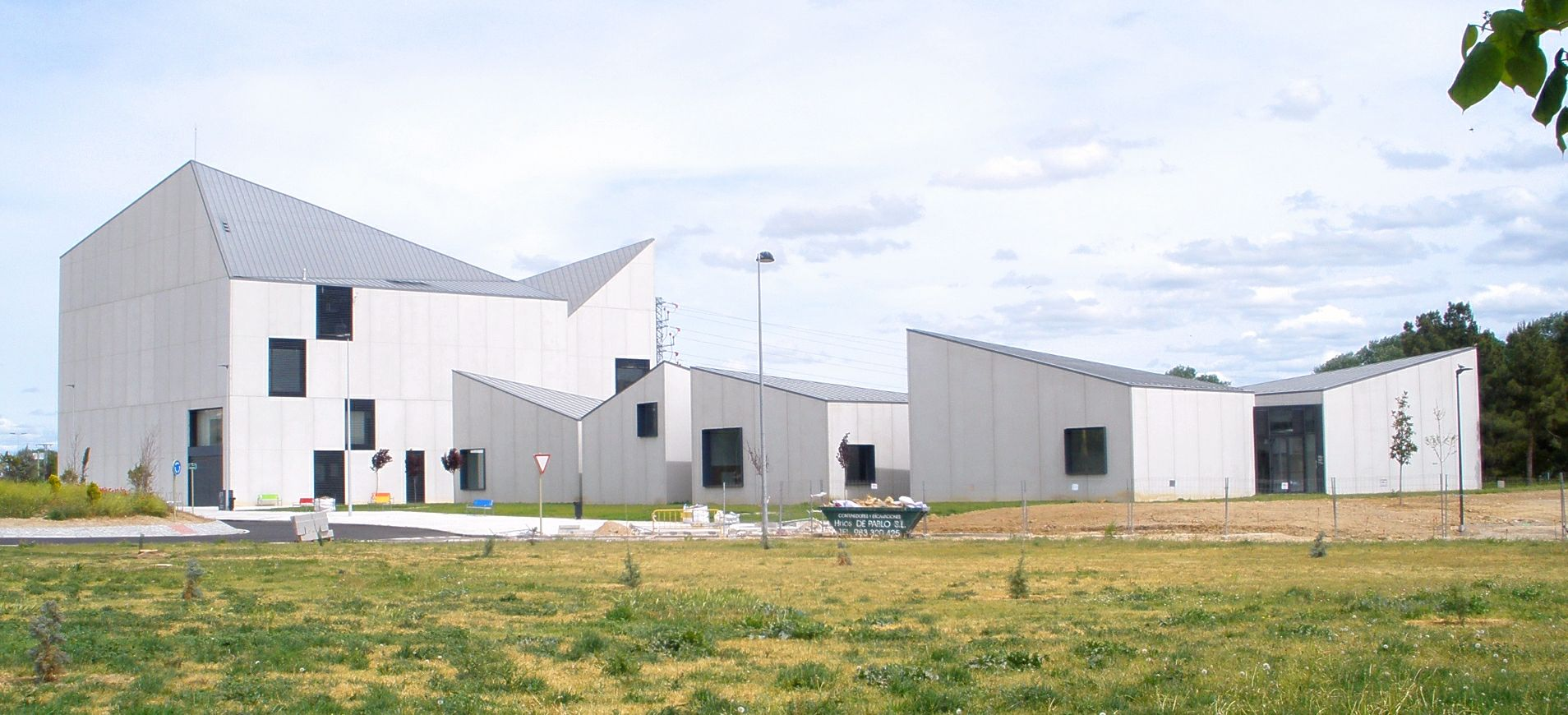
La Casa de la Música y el Teatro, en el barrio de Vega de la Encomienda

Durante el año 2004, se disparó el crecimiento demográfico, terminando el año con 6639 habitantes, por ello, la incorporación de nuevos servicios en el municipio ha sido constante.
Durante el año 2005 se inauguraron el nuevo colegio Raimundo de Blas, la plaza de España y las nuevas piscinas del centro deportivo y municipal La Almendrera. La inauguración en el barrio de La Flecha de la plaza de España, presidida por la nueva casa consistorial, construida en 2001, supuso la incorporación al municipio de un núcleo vertebrador del que carecía. En 2011 entró en servicio, en el n.º 5 de la Plaza, el centro de salud Pisuerga. Con este espacio urbano, se creó una zona de encuentro y esparcimiento de los vecinos con la amplitud suficiente para albergar cualquier tipo de encuentro. La cercana plaza de toros multifuncional fue inaugurada en 2008; un año antes, en 2007, también en La Flecha, empezó a funcionar la casa de cultura y juventud, que con sus 4500 metros cuadrados de superficie era en ese momento la instalación de su tipo más grande de Castilla y León. En el barrio de La Vega entró en funcionamiento en 2006 el edificio multiusos La Vega, que incluye un consultorio de atención primaria de SACYL.
Además, se incorporaron a los servicios de la localidad dos guarderías municipales, una en La Flecha y la otra en La Vega. También, empezaron a funcionar las empresas de los servicios de limpieza viaria, limpieza de edificios y mantenimiento y conservación de zonas verdes y mobiliario urbano.
En 2009 abrió sus puertas el nuevo templo parroquial de Nuestra Señora de la Vega, en el barrio de La Vega, y en 2018 la parroquia de Nuestra Señora de Lourdes estrenó su nuevo templo en la calle Cuchilleros, cerca de la plaza de España y sustituyendo al anterior local de la calle Eduardo Torres, en la parte más antigua de La Flecha.
Actualmente, Arroyo de la Encomienda se ha convertido en un gran pueblo-dormitorio de la ciudad de Valladolid, siendo el segundo municipio más importante en tamaño del alfoz vallisoletano. Al inicio de la segunda década del siglo XXI, el desarrollo urbanístico de la población se concentra en el barrio de Vega de la Encomienda, al sur de la localidad, en la ribera del Pisuerga. Desde 2020 está en marcha aquí el proyecto inmobiliario Habitat La Vega. A su lado fue construida en 2021 la Casa de la Música y el Teatro, equipamiento cultural que será inaugurado en 2023. En dicho barrio se sitúa también el centro de educación obligatoria (CEO) Atenea, anteriormente centro de educación infantil y primaria (CEIP).

## Demografía

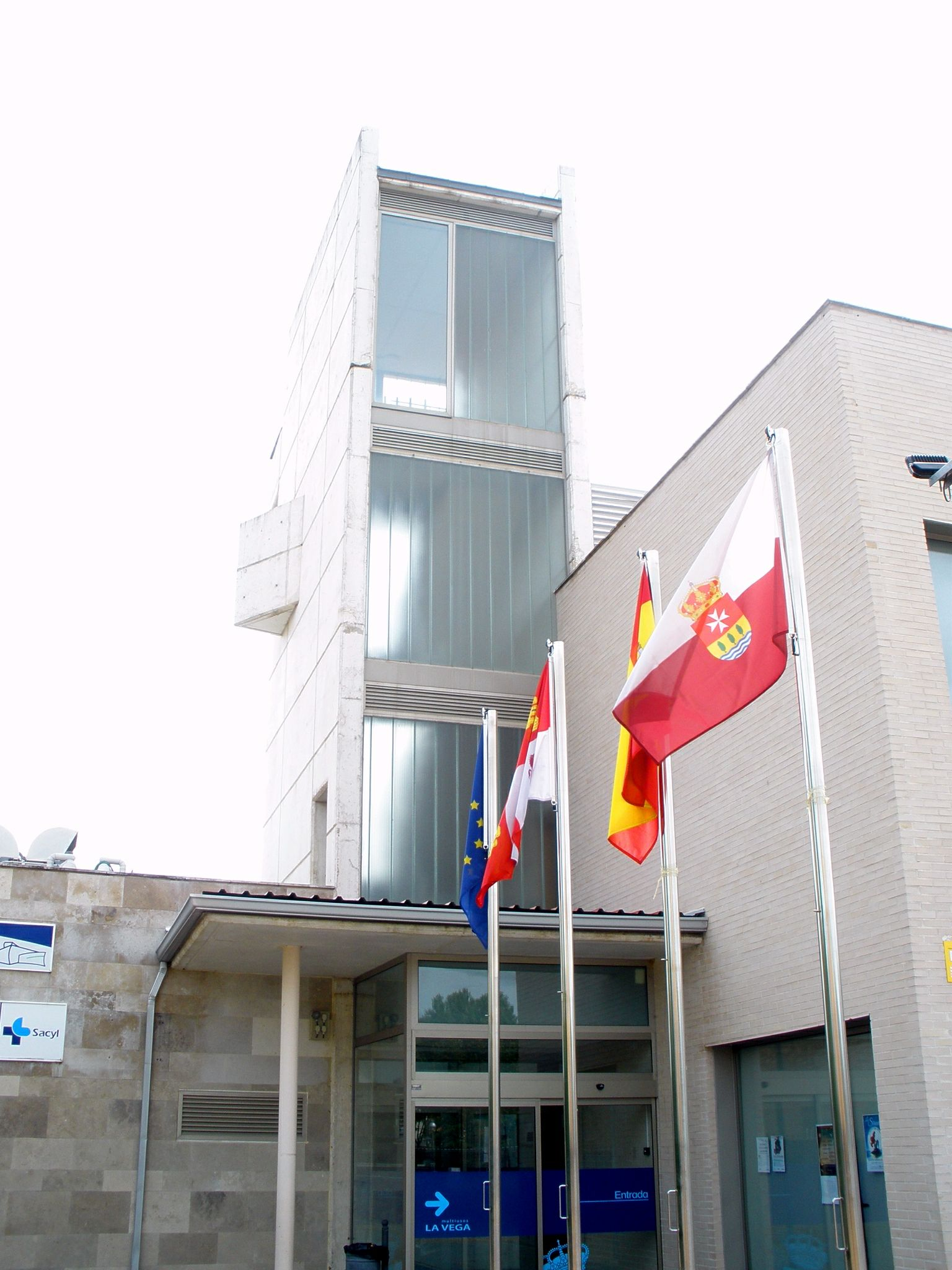
El edificio multiusos La Vega, en el barrio de La Vega

Arroyo de la Encomienda cuenta con una población de 22 268 habitantes (INE 2024).

Algunos ejemplos de viviendas construidas a finales del y principios del
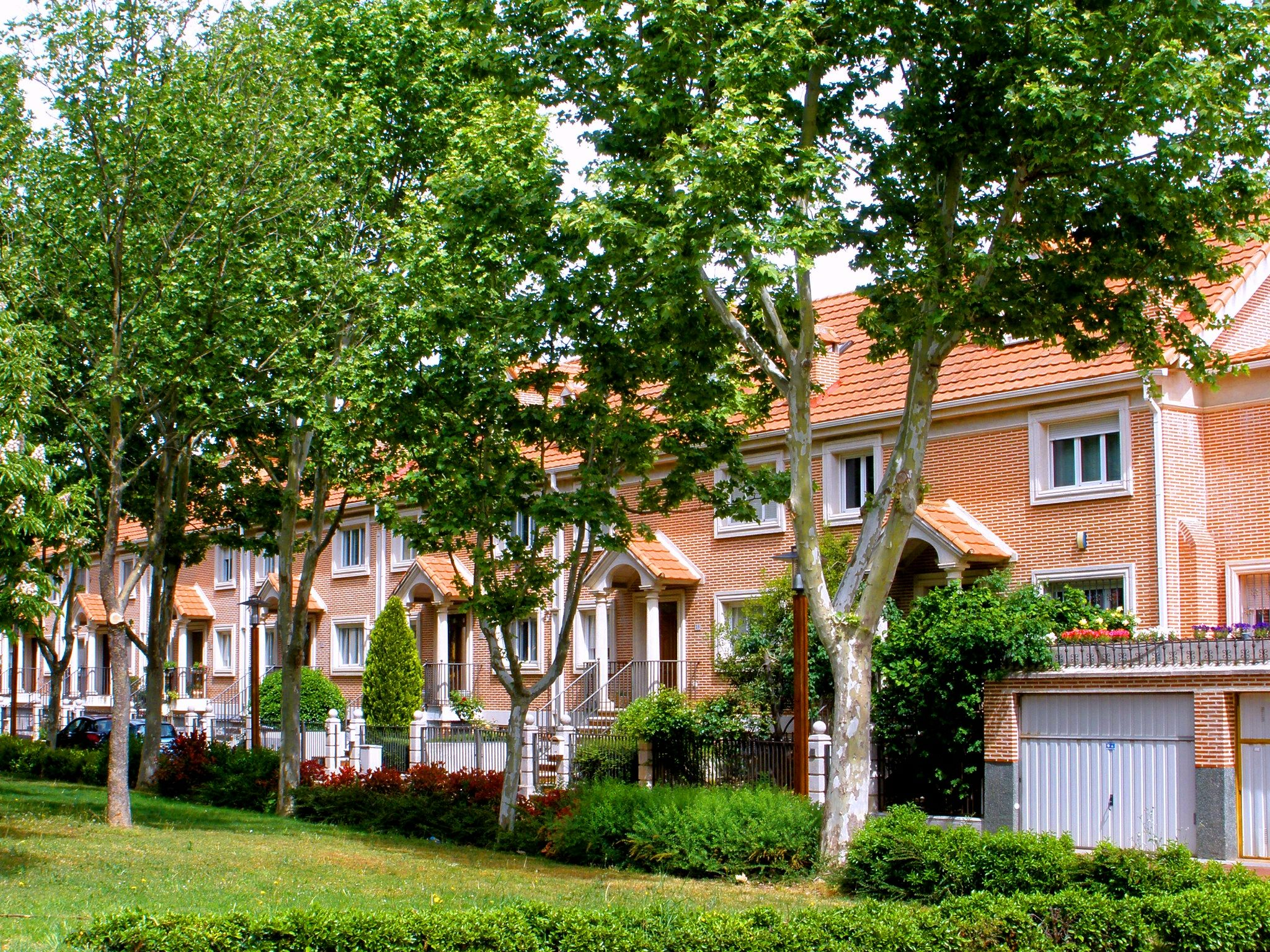
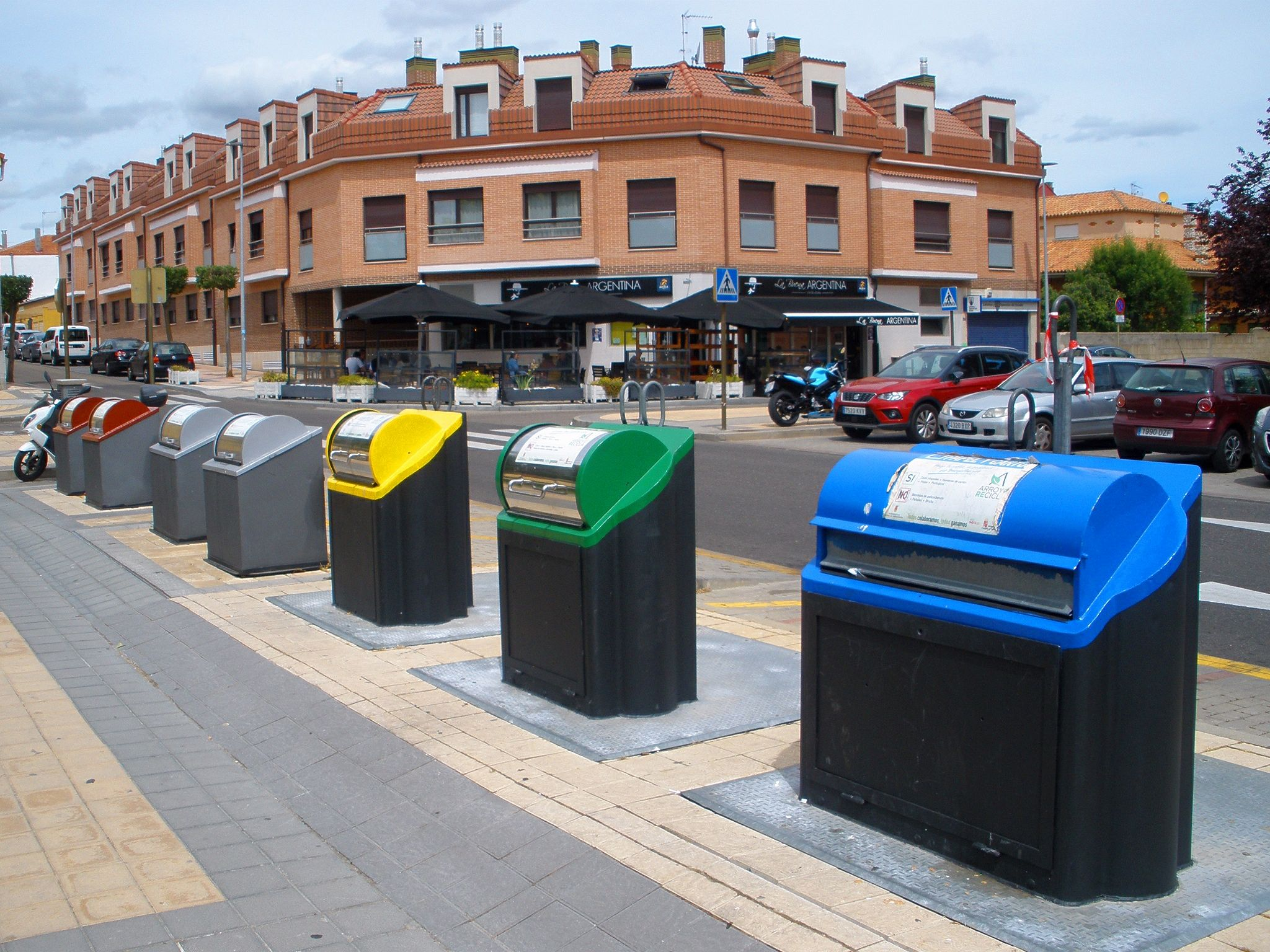
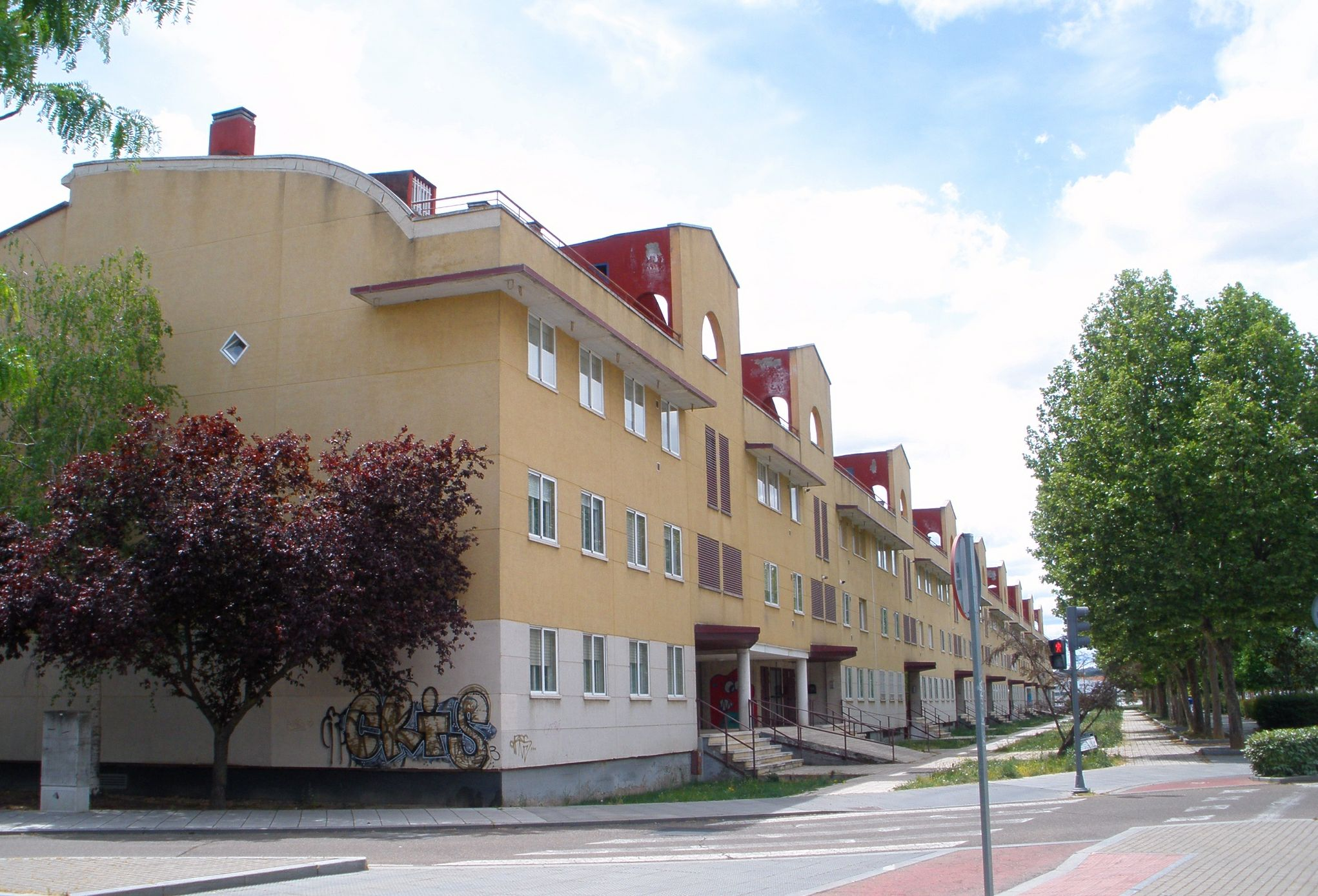
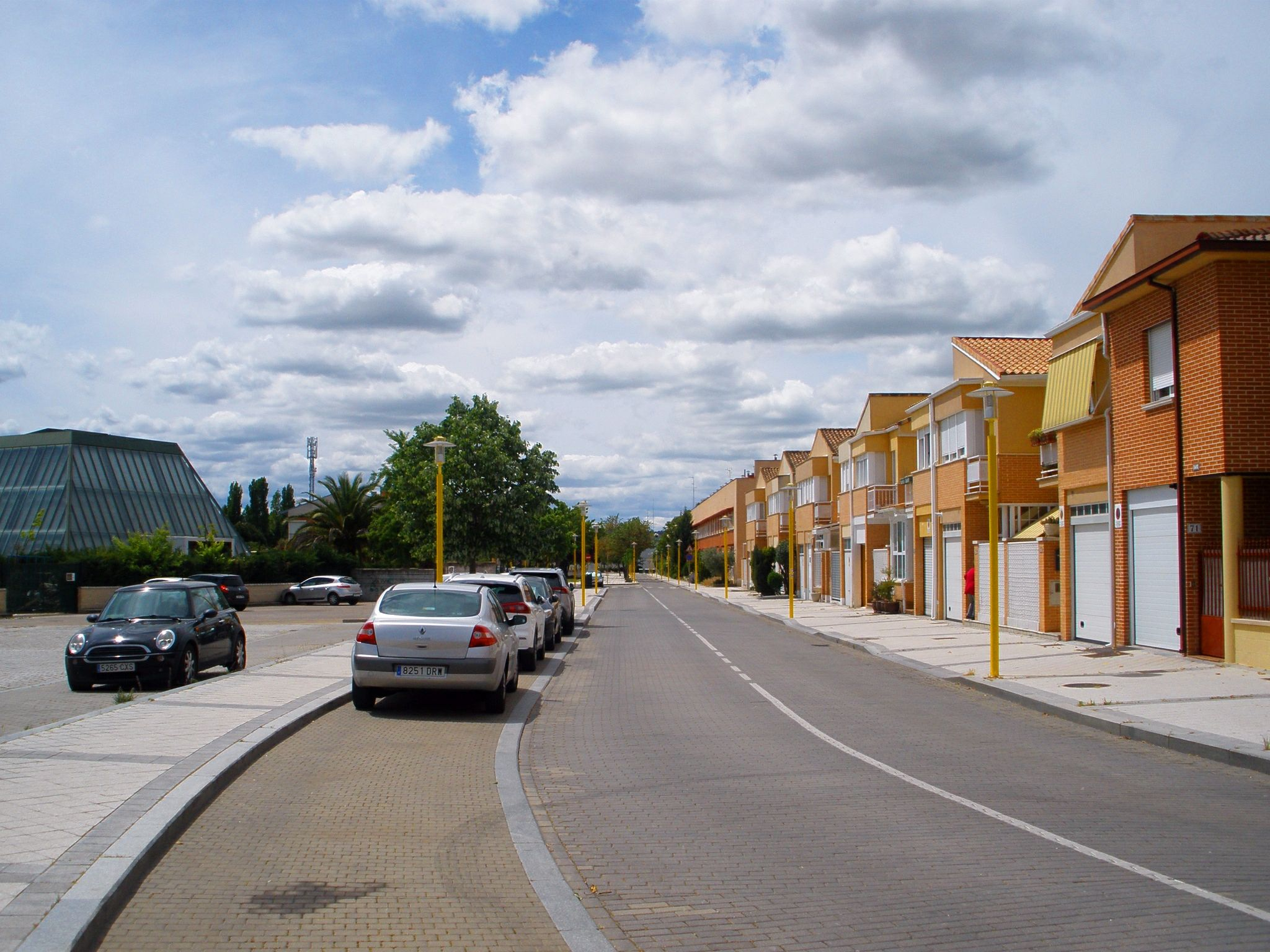

| Gráfica de evolución demográfica de Arroyo de la Encomienda entre 1842 y 2021 |
| |
| Población de derecho según los censos de población del INE Población de hecho según los censos de población del INEEn estos censos se denominaba Arroyo: 1842, 1857, 1860, 1877, 1887, 1897, 1900, 1910, 1920, 1930, 1940, 1950, 1960, 1970, 1981 y 1991 |

- Algunos ejemplos de viviendas construidas a finales del siglo XX y principios del XXI

## Economía

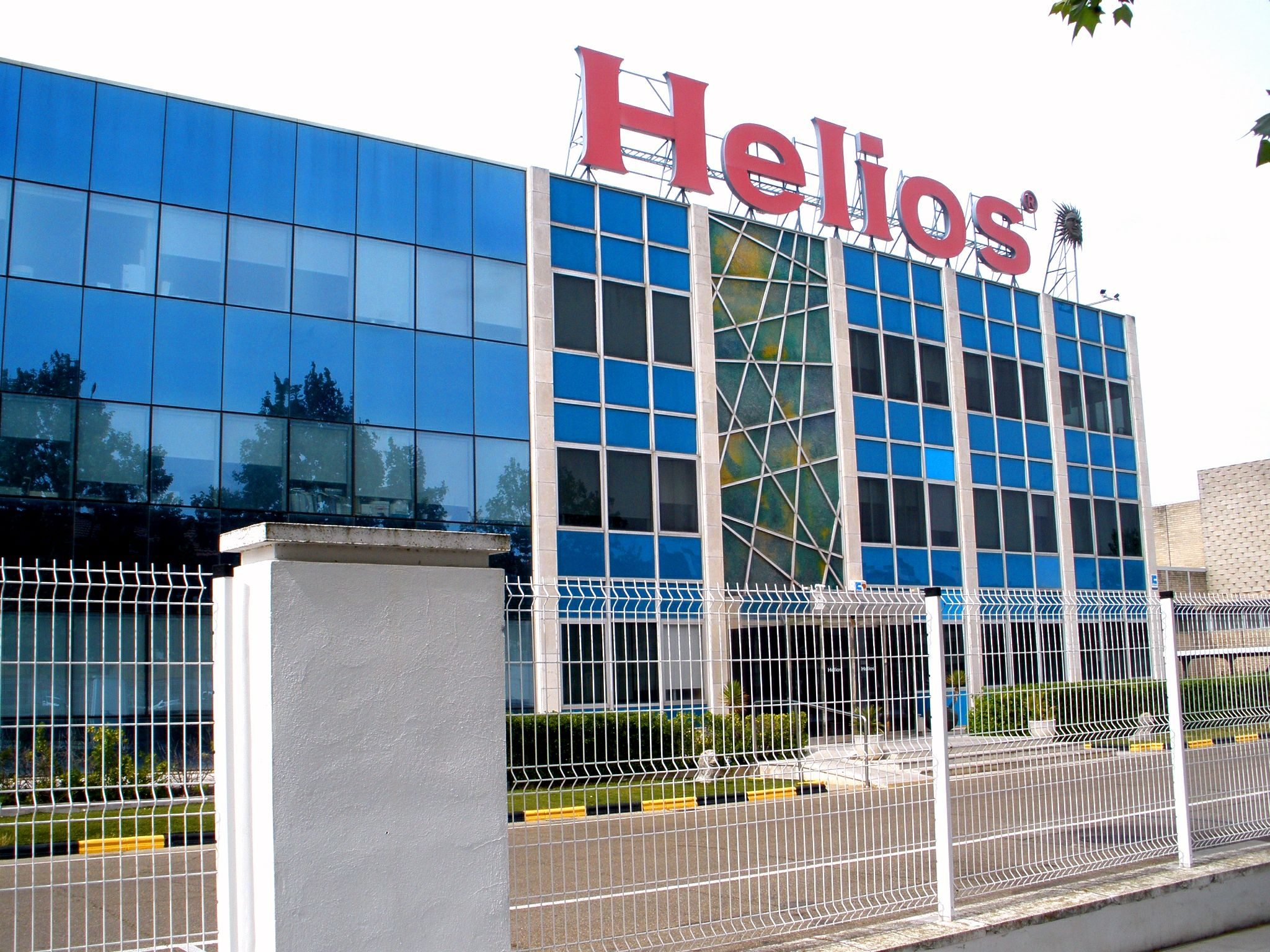
Fábrica de Dulces y conservas Helios, S.A. (barrio de La Flecha)

- Fábrica de mermeladas Helios, inaugurada en 1959;
- Antigua papelera Smurfit Kappa Group (periodo de actividad: de 1966 al 2008);
- En este municipio se encuentra ubicado el centro comercial de IKEA conocido como «Rio Shopping»;[9]
- Además en él se encuentran infraestructuras de grandes marcas, como son Decathlon e Hipercor.

## Símbolos

Arroyo de la Encomienda.

El escudo heráldico que representa al municipio fue aprobado oficialmente el 27 de noviembre de 1990 con el siguiente blasón:

«Escudo cortado: 1, de gules, la Cruz de la Orden de San Juan de plata; 2, de oro, tres álamos verdes sobre ondas de azul y plata (que deben llenar la punta del Escudo). Va timbrado con la Corona Real española.»
Boletín Oficial de Castilla y León n.º 236 de 7 de diciembre de 1990

La descripción textual de la bandera municipal, aprobada el 11 de enero de 1995, es la siguiente:

«Bandera cuadrada, de proporción 1:1, cortada de plata y rojo carnesí en dos fajas de la misma anchura, y cargada en el centro del escudo municipal en sus colores.»
Boletín Oficial del Estado n.º 32 de 9 de febrero de 1995

## Administración y política
| Partido político                                  | 2023  | 2023  | 2023       | 2019  | 2019  | 2019       | 2015  | 2015  | 2015       | 2011  | 2011  | 2011       | 2007  | 2007  | 2007       |
| Partido político                                  | %     | Votos | Concejales | %     | Votos | Concejales | %     | Votos | Concejales | %     | Votos | Concejales | %     | Votos | Concejales |
| Independientes por Arroyo de la Encomienda (IPAE) | 39,97 | 4109  | 9          | 25,00 | 2527  | 5          | 37,41 | 3313  | 8          | 58,57 | 4396  | 12         | 35,63 | 1927  | 6          |
| Partido Popular (PP)                              | 16,91 | 1739  | 4          | 20,56 | 2078  | 4          | 10,32 | 914   | 2          | 15,17 | 1139  | 3          | 24,96 | 1350  | 4          |
| Vecinos por Arroyo de la Encomienda               | 16,62 | 1709  | 3          | –     | –     | –          | –     | –     | –          | –     | –     | –          | –     | –     | –          |
| Partido Socialista Obrero Español (PSOE)          | 12,89 | 1325  | 3          | 15,94 | 1611  | 3          | 13,82 | 1224  | 3          | 14,11 | 1059  | 2          | 22,39 | 1211  | 3          |
| Vox                                               | 9,44  | 971   | 2          | 6,87  | 695   | 1          | 2,65  | 235   | 0          | –     | –     | –          | –     | –     | –          |
| Ciudadanos (Cs)                                   | 3,27  | 337   | 0          | 16,64 | 1682  | 3          | 10,10 | 894   | 2          | –     | –     | –          | –     | –     | –          |
| Izquierda Unida (IU)                              | –     | –     | –          | 8,26  | 835   | 1          | 4,88  | 432   | 0          | 3,49  | 262   | 0          | 5,20  | 281   | 0          |
| Podemos-Sí Se Puede                               | –     | –     | –          | 4,32  | 437   | 0          | 12,90 | 1142  | 2          | –     | –     | –          | –     | –     | –          |

## Cultura

### Patrimonio histórico-artístico

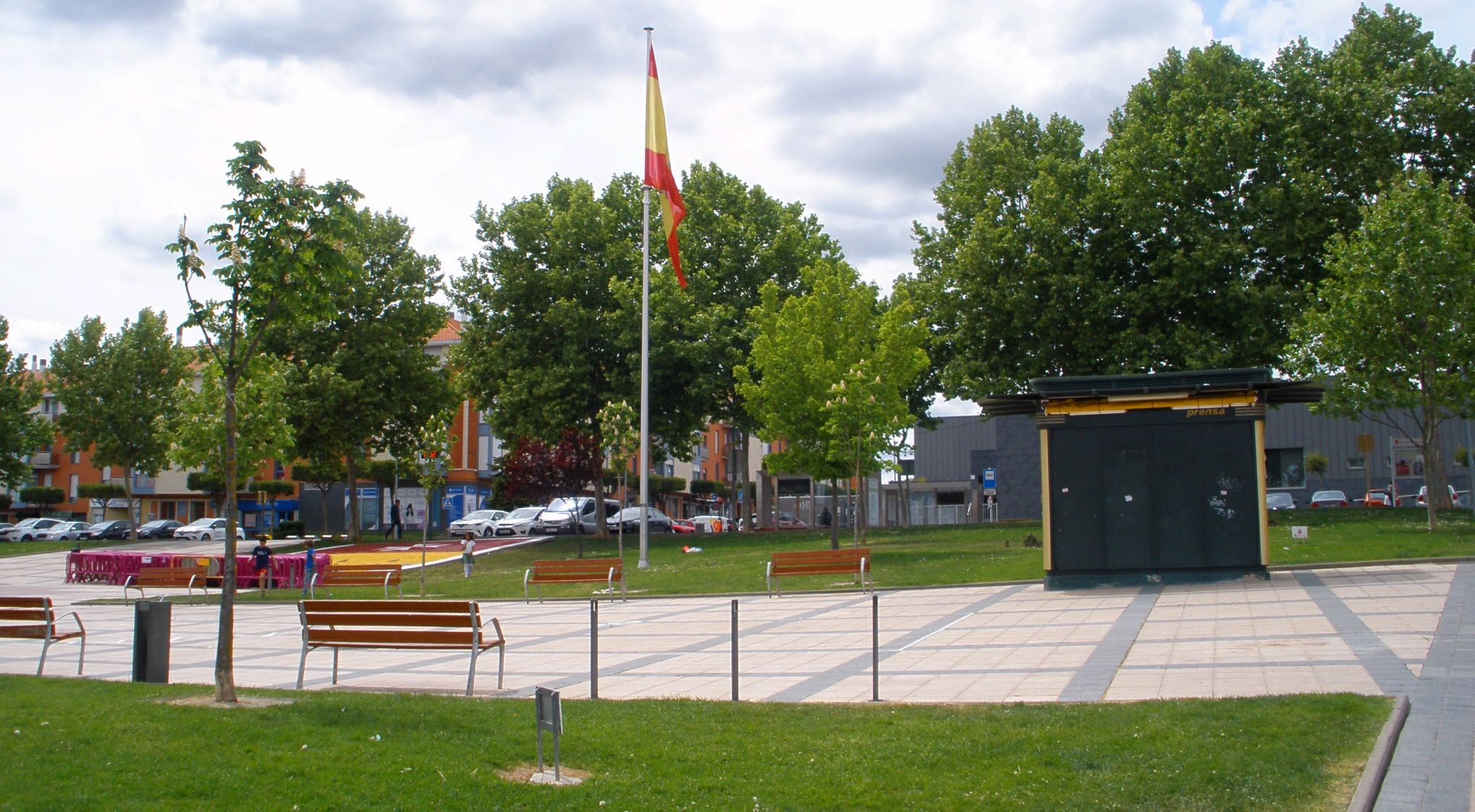
Plaza de España en 2023

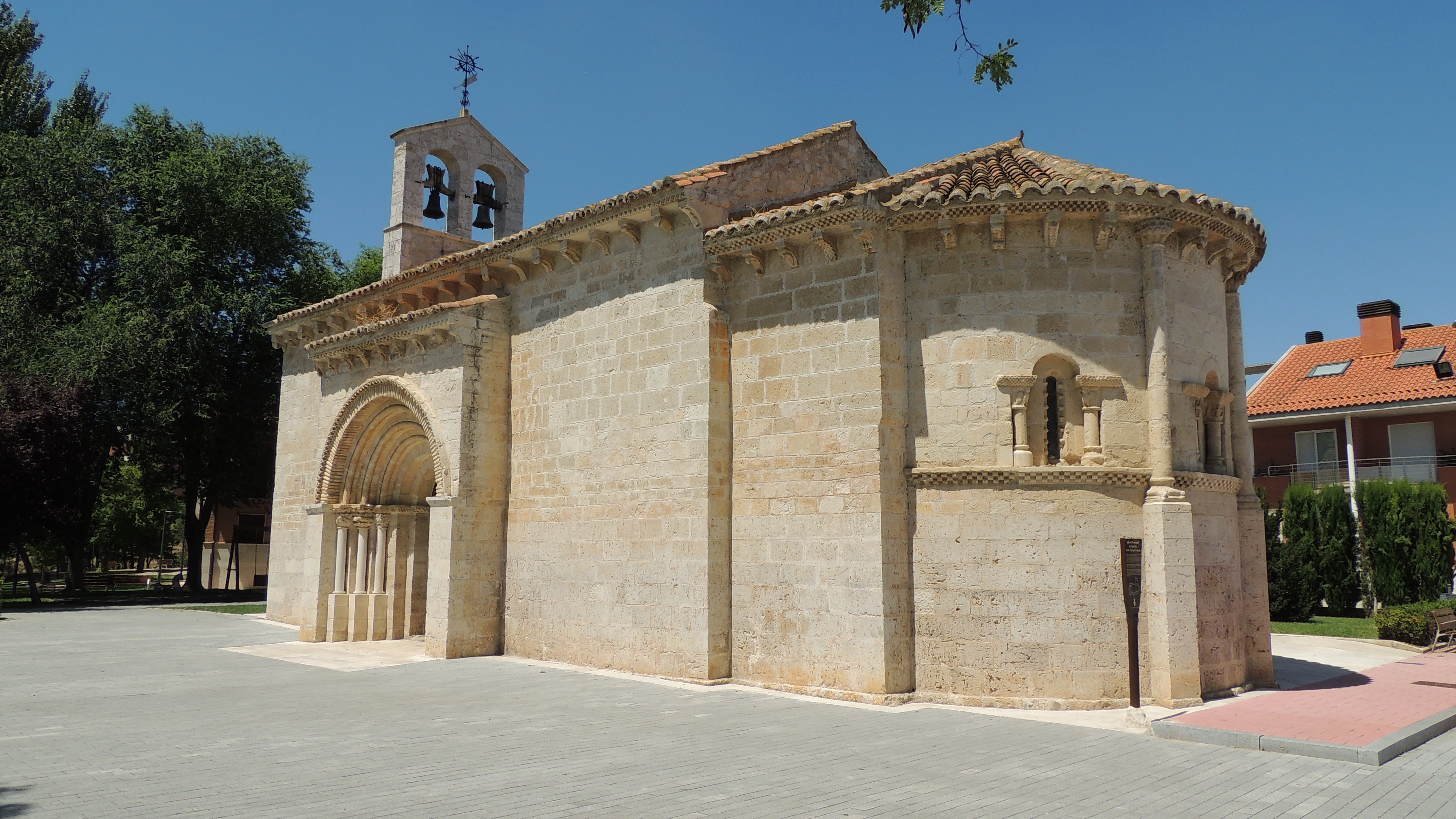
La Iglesia de San Juan Evangelista, del, en el casco histórico de Arroyo

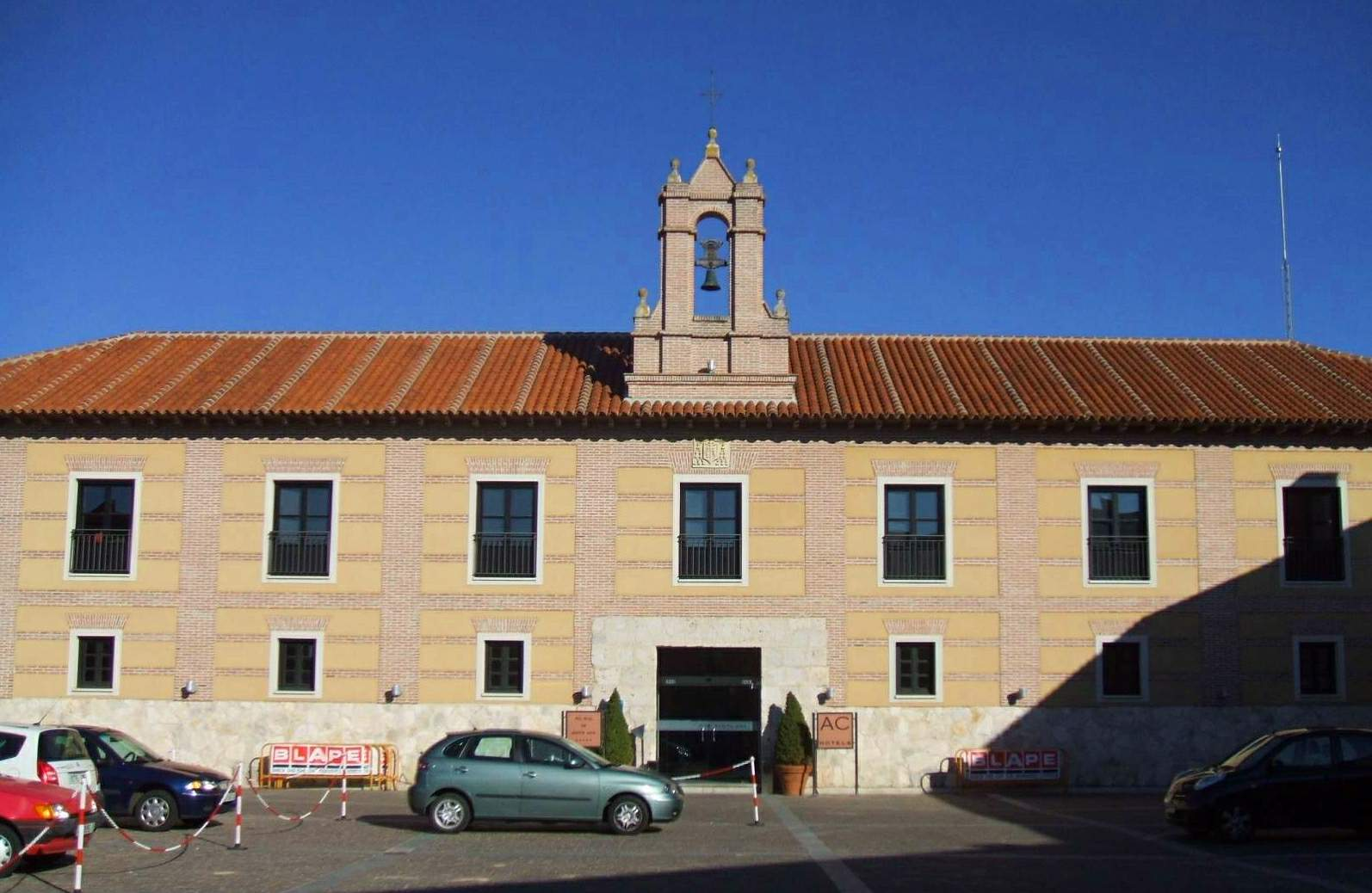
El antiguo Monasterio de Santa Ana de la Flecha, actualmente Hotel AC Palacio de Santa Ana (barrio de Monasterio del Prado)

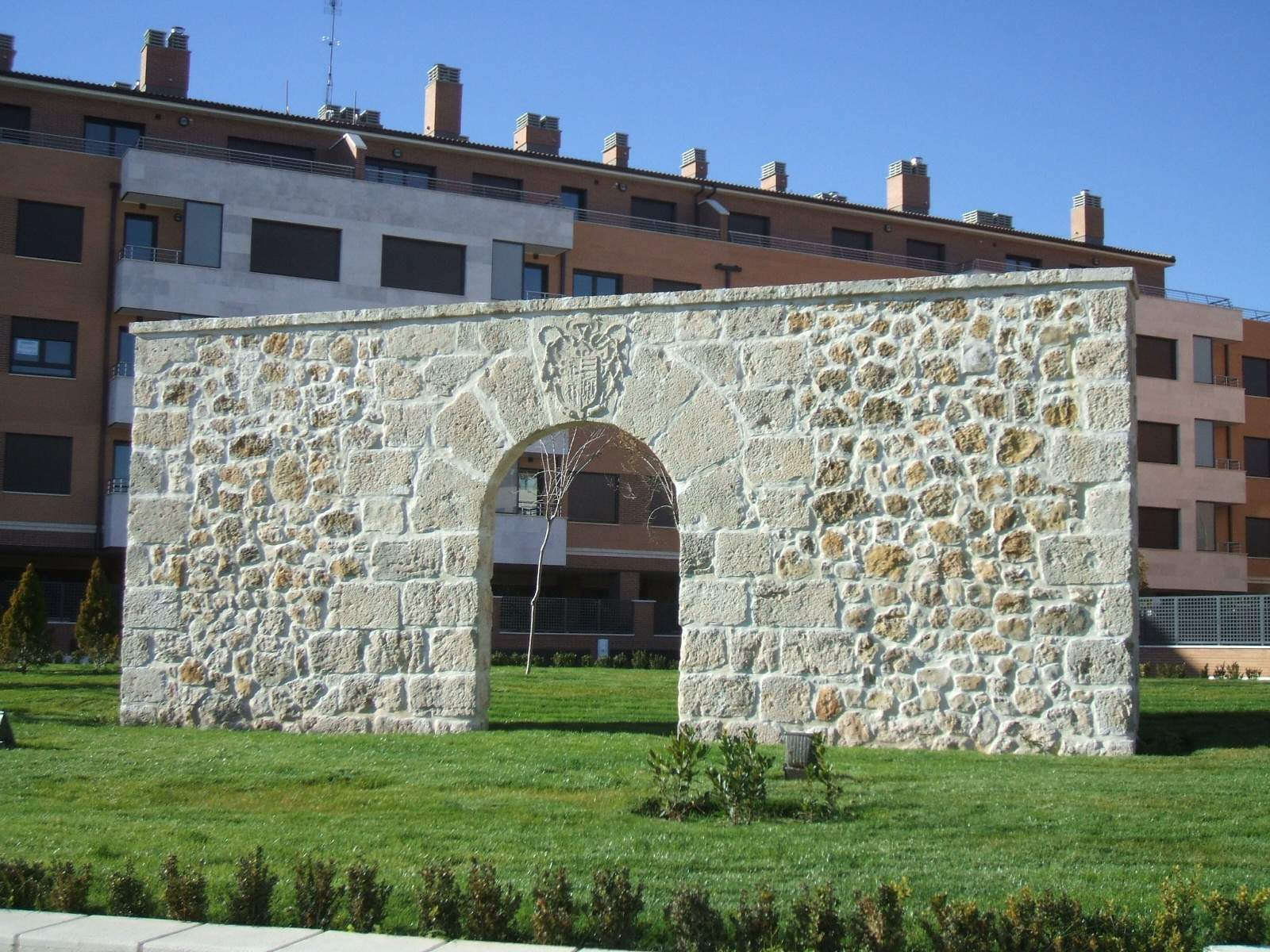
Arco que en su día fue parte de la desaparecida iglesia de San Pedro, del año 1150 (barrio de Monasterio del Prado)

- Iglesia de San Juan Evangelista (siglo XII)

### Banda sinfónica de Arroyo de la Encomienda
La banda de música de Arroyo de la Encomienda se crea en 2002 con una formación integrada por músicos de las cuerdas de madera, viento y percusión. En 2008 se convierte en banda sinfónica, con la incorporación de instrumentos de cuerda lo que lleva a un importante aumento de su plantilla,que supera los setenta músicos, siendo la mayor parte de ellos estudiantes de música.
Su compromiso con el Ayuntamiento de Arroyo de la Encomienda lleva a la Banda a realizar conciertos específicos para éste, en los que hace de organizador, como el Concierto de Año Nuevo o los conciertos de verano. En ellos se emplea la fórmula de intercambio entre bandas con objeto de que se convierta en actividad formativa y lúdica para todos los miembros de la banda. La concentración se lleva a cabo en diversos lugares de España y concluye con un concierto. En estos intercambios han intervenido bandas como las de La Guardia y Rianjo (Galicia), Cuart de Poblet (Valencia), Derio (Vizcaya), Peñafiel (Castilla y León)…
En otras ocasiones participa en diversas actividades organizadas con el consistorio, por ejemplo en 2007 intervino en el Encuentro de Bandas de la provincia de Valladolid, que tuvo lugar en Medina del Campo.
Acompaña cada año a la Cofradía de las Siete Palabras de Valladolid participando en las procesiones de la Semana Santa. Durante varios años ha sido la encargada de abrir el Acto Académico con el que inicia el curso la Universidad de Valladolid.
Viene actuando desde el año 2011 en la Cúpula del Milenio de Valladolid durante las ferias y fiestas de la ciudad, que tienen lugar durante el mes de septiembre.
En 2008 estrenó el Himno del Centenario, compuesto por Eduardo Tarilonte, y en 2011, el Himno de Arroyo de la Encomienda compuesto por Mario Garrote.
Desde 2009 realiza conciertos pedagógicos junto a la actriz, Belén Otxotorena y la colaboración de la Orquesta Sinfónica de Castilla y León.
Cuenta con un repertorio que supera las 200 obras y la grabación de un CD.
Durante siete años ha estado bajo la batuta de Vicente Julio Perpiñá García, clarinete bajo solista de la Orquesta Sinfónica de Castilla y León.
En octubre de 2015 toma el relevo como director José Manuel González Diego, trompista de la Orquesta Sinfónica de Castilla y León con plaza de primer Tutti desde 2004.